# Otto Kahler (Mediziner, 1878)

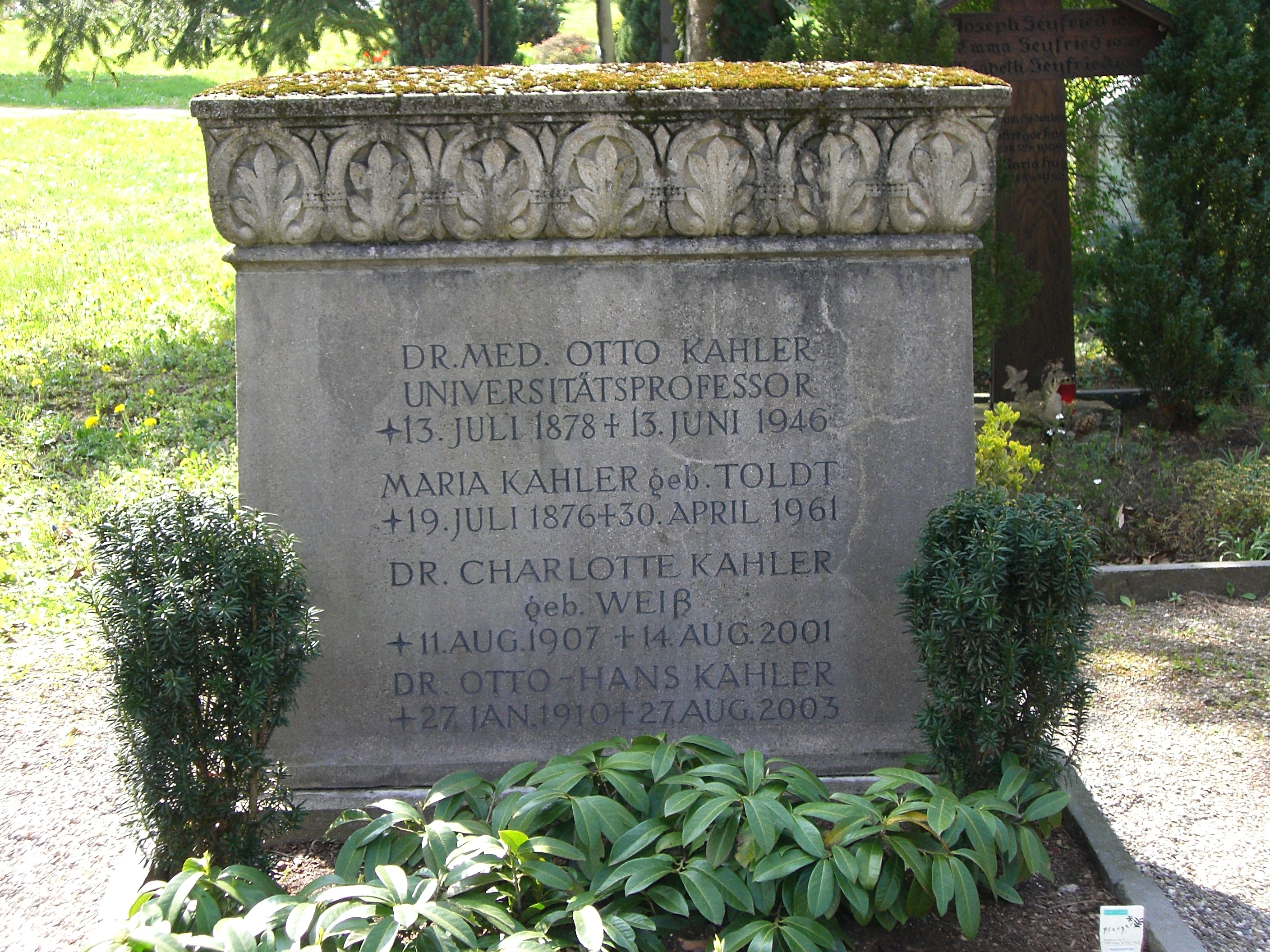
Ruhestätte Otto Kahler (1878–1946) auf dem Hauptfriedhof von Freiburg im Breisgau

Otto Kahler (* 13. Juli 1878 in Prag, Kaisertum Österreich; † 13. Juni 1946 in Freiburg im Breisgau) war ein österreichischer Hals-Nasen-Ohrenarzt, Laryngologe (Kehlkopfspezialist) und Hochschullehrer.

## Leben und Werk
Otto Kahler war der Sohn des österreichischen Internisten und Pathologen Otto Kahler. Er studierte an der Universität Wien Medizin, promovierte 1902 zum Dr. med., war ab 1903 Assistent von Ottokar von Chiari und habilitierte sich 1909 für Laryngologe. Im Jahr 1912 wurde er als Nachfolger von Gustav Killian an die Albert-Ludwigs-Universität Freiburg berufen und 1919 zum ordentlichen öffentlichen Professor ernannt. Otto Kahler entwickelte die Tracheo-Bronchio-Ösophagoskopie weiter und forschte zur Problematik der gutartigen und bösartigen Neubildung des Kehlkopfes sowie dem Tonsillenproblem. Er gab gemeinsam mit Alfred Denker das Handbuch der Hals-, Nasen- und Ohrenheilkunde in neun Bänden heraus.
Otto Kahler wurde 1939 in der Sektion Oto-Rhino-Laryngologie als Mitglied in die Deutsche Akademie der Naturforscher Leopoldina aufgenommen.

## Veröffentlichungen (Auswahl)
- Nachruf auf Otto Seifert. In: Archiv für Ohren-, Nasen- und Kehlkopfheilkunde. Band 134, 1933, S. 171–172.